# Amelia Dyer

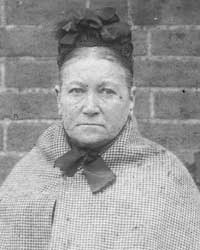
Amelia Dyer år 1896 under den tid hon satt i fängelse kort före avrättningen.

Amelia Dyer, född 1837 i Bristol, död 10 juni 1896 i London, Storbritannien var en brittisk sjuksköterska och seriemördare. Amelia Dyer drev i mer än 20 års tid en så kallad babyfarm i sitt hem i Reading. Mot betalning tog hon hand om spädbarn födda utom äktenskapet. Verksamheten gick i början ut på att sköta om barnen. Med tiden urartade verksamheten till att istället döda barnen, i flera av fall genom strypning. Dödandet pågick i cirka 20 år. Det exakta antalet barn som hon dödat är okänt, men det har uppskattats att hon kan ha dödat cirka 400 barn eller fler.
Hon avslöjades sedan en död flicka påträffats i Themsen. Hon dömdes till döden genom hängning som sedan genomfördes den 10 juni 1896.